# Aripuanã Airport
Aripuanã Airport är en flygplats i Brasilien.   Den ligger i kommunen Aripuanã och delstaten Mato Grosso, i den centrala delen av landet, 1 400 km nordväst om huvudstaden Brasília. Aripuanã Airport ligger 316 meter över havet.
Terrängen runt Aripuanã Airport är platt. Trakten runt Aripuanã Airport är nära nog obefolkad, med mindre än två invånare per kvadratkilometer.. Det finns inga samhällen i närheten.
I omgivningarna runt Aripuanã Airport växer i huvudsak städsegrön lövskog.